# 울산동부경찰서
울산동부경찰서(蔚山東部警察署, Ulsan Dongbu Police Station)는 울산광역시경찰청이 관할하는 경찰서 중 하나이다. 울산광역시 동구 일대를 관할한다. 울산광역시 동구 진성4길 11(전하동)에 위치하고 있다.
서장은 총경으로 보한다.

## 조직
| - 청문감사관 - 112종합상황실 - 경무과 - 생활안전과 | - 여성청소년과 - 수사과 - 형사과 | - 경비교통과 - 정보과 - 보안과 |

## 관할 파출소 및 지구대
울산동부경찰서는 2개 지구대와 2개 파출소를 산하에 두고 있다.
| 명칭         | 사진 | 주소                    | 관할구역 | 치안센터     |
| ------------ | ---- | ----------------------- | -------- | ------------ |
| 방어진지구대 |      | 동구 월봉12길 77        |          |              |
| 전하지구대   |      | 동구 진성4길 20         |          | 일산치안센터 |
| 남목파출소   |      |                         |          |              |
| 서부파출소   |      | 동구 방어진순환도로 961 |          |              |

## 같이 보기
- 울산광역시경찰청성